# Elecciones presidenciales de Colombia de 1892
Las elecciones presidenciales de Colombia de 1892 se celebraron el 2 de febrero de ese año para elegir presidente de la República para el periodo 1892-1898. 
En cumplimiento de lo dispuesto por la Constitución de 1886, la elección se realizó mediante sufragio indirecto, resultando electo el presidente por un colegio electoral conformado en proporción de uno por cada mil habitantes. Este sistema no se implantaba en el país desde 1853.

## Candidatos y resultados
El ambiente político colombiano estaba ampliamente controlado por el Partido Nacional, por lo que no se presentaron a la contienda candidatos de los partidos conservador (al estar éste dominado por los nacionalistas) y liberal (al encontrarse marginado de la vida política luego de la promulgación de la Constitución de 1886).
De esta manera, se presentaron las candidaturas del cartagenero Rafael Núñez artífice y líder natural del Partido Nacional y como vicepresidente Miguel Antonio Caro y el antioqueño Marceliano Vélez, general conservador adherido a los nacionalistas y miembro del Consejo de Delegatarios que redactó la Constitución del 86, el cual contaba con el apoyo del partido liberal.
| Candidato a presidente      | Candidato a vicepresidente | Partido o movimiento | Votos |
| --------------------------- | -------------------------- | -------------------- | ----- |
| Rafael Núñez Moledo         | Miguel Antonio Caro        | Nacionalista         | 2.075 |
| Marceliano Vélez Barreneche | José Joaquín Ortiz         | Conservador          | 509   |

Rafael Núñez, con su cuarta elección, se convirtió en el colombiano que en más ocasiones ha sido electo para Presidente de la República. Sin embargo, debió retirarse del cargo por enfermedad, el cual fue asumido por Miguel Antonio Caro, quien se convirtió en el presidente titular tras la muerte de Núñez en 1894.

## Fuente
- Colombia: elecciones presidenciales 1826-1990